# ネイルガン

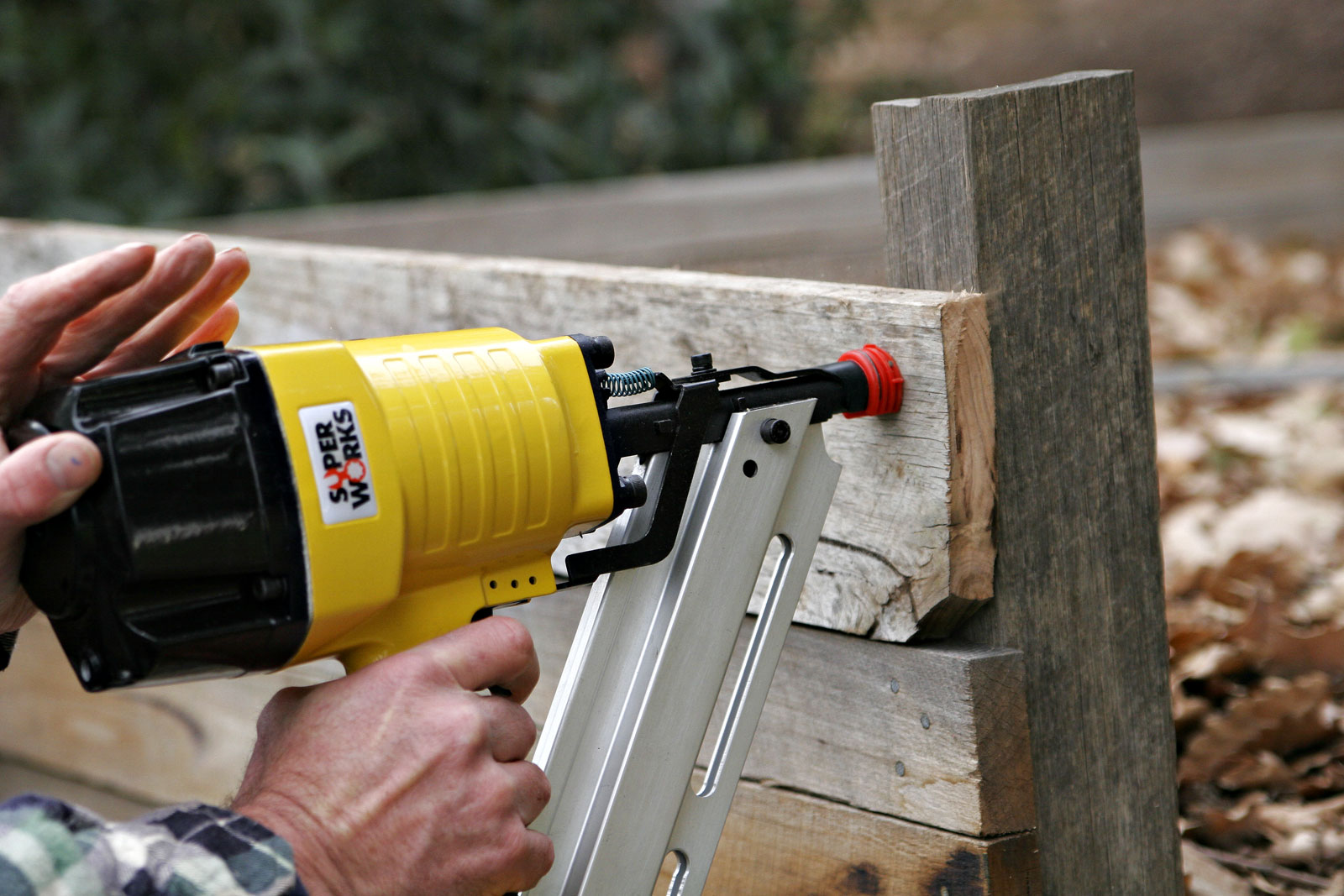
使用中のネイルガン

ネイルガン（英: Nail gun）は、釘を板などの材料に打ち込む際に用いられる工具の一種である。日本では釘打機（くぎうちき）とも呼ばれる。
釘を高速で射出するので銃（ガン）と例えられるが、火器ではなく、空気銃のような狭義の銃でもない。

## 概要
圧縮空気式、電気式、蓄電池式やガス式、さらに専用空砲を用いた火薬式がある。
なお、欧米では火薬式のものはラムセットガンとも呼ばれ、ネイルガンとは明確に区別されている。日本語では鋲打銃(びょううちじゅう)と表記され、日米欧共に最も著名な製造メーカーの名前を取り(商標の普通名称化)、単にヒルティと呼ばれる事もある。歴史の上ではラムセットガンの方が先に登場(第二次世界大戦中、海戦や通商破壊戦により損傷した軍艦や輸送船の浸水を速やかに止める為の器材としてアメリカ海軍が実用化。特許自体は第一次世界大戦後の1921年に既に登場していた。)し、戦後に動力源を火薬以外のものとしたネイルガンが派生していった。
最も一般的な発射メカニズムはデュアルアクション・コンタクトトリップ・トリガー式で、釘を発射するには手動の引き金と先端接触部の両方を押下する必要がある。より安全なシーケンシャルトリップ・トリガー式は、先端部と引き金を同時に押すのではなく、まず先端部を押し当ててから引き金を引く必要がある。
あらゆる種類のネイルガンには低くない危険性があるため、一般に火器と同様の安全対策を講じることが推奨される。安全のため、ネイルガンは発射口を目標に接触させて使用するように設計されている。特に改造しない限り、武器としての有効性は低い。
日本の製品は先端が物に当たらないと釘を発射できないようになっているうえ、安全装置が付いた製品も販売されている。

## 安全性
アメリカ疾病予防管理センターによると、毎年42,000人がネイルガンで負傷し、救急搬送されている。負傷者のうち40%は消費者である。ネイルガンによる負傷は、1991年から2005年にかけて3倍に増加した。手足の負傷が最多である。米国消費者製品安全委員会は、ネイルガンによる負傷の治療（救急医療、リハビリ、労災）に毎年3億3800万ドル程度の費用がかかっていると見積もっている。使用の際に注意すべき点や、怪我を防止するための安全機能について詳しくない販売者も少なくない。
手指や足への負傷が最も多いが、他の部位や内臓を損傷する例もある。そのような怪我は、重傷や死に至る場合もある。
アメリカ疾病予防管理センターによると、コンタクトトリップ・トリガー式の負傷者のうち65%から69%は、シーケンシャルトリップ・トリガー式を使用していれば事故を防げた可能性がある。
釘を発射すると反動が発生するが、コンタクトトリップ式は反動によって先端部が木材や打ち終えた釘にぶつかってしまうと、意図せずに釘が発射されてしまう二度撃ちを起こしやすい。米国消費者製品安全委員会の2002年度エンジニアリング・レポートによると、反動と2発目の発射は、引き金から指を離すよりずっと前に発生する。ネイルガンによる事故のうち、重傷者が占める割合はコンタクトトリップ式はシーケンシャルトリップ式の2倍ほど多い。
2011年9月、米国労働安全衛生局と米国立労働安全衛生研究所は、ネイルガンによる怪我を防止するための手順を詳述した安全ガイドを発行した。これにはシーケンシャル・トリガー式の使用法、使用前の訓練、ゴーグルなどの適切な保護具の使用法が含まれる。2013年6月、米国立労働安全衛生研究所は、ネイルガンの危険性と適切な使用法に関する情報を説明する漫画を公開した。
ネイルガンのヘビーユーザーのうち、枠組み大工（フレーム・カーペンター）の事故を減らすことを目的とした研究が進んでいる。